# Vláda Ericha Kielmansegga

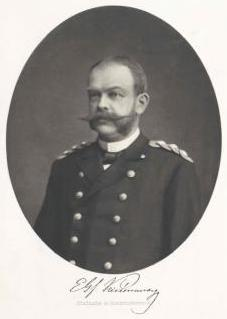
Ministerský předseda Erich Kielmansegg

Vláda Ericha Kielmansegga byla předlitavská úřednická vláda, fungující od 19. června do 30. září 1895. Vznikla po pádu Windischgrätzovy vlády a pod vedením Ericha Kielmansegga úřadovala čtvrt roku, dokud Kazimír Badeni nesestavil vládu schopnou prosadit v říšské radě reformu volebního práva.

## Složení vlády
| Resort                              | Ministr                          | Nástup do funkce | Konec funkce  |
| ----------------------------------- | -------------------------------- | ---------------- | ------------- |
| ministerský předseda                | Erich von Kielmansegg            | 19. června 1895  | 30. září 1895 |
| ministr zemědělství                 | Ferdinand Florentin von Blumfeld | 19. června 1895  | 30. září 1895 |
| ministr obchodu                     | Heinrich von Wittek              | 19. června 1895  | 30. září 1895 |
| ministr kultu a vyučování           | Edward Rittner                   | 19. června 1895  | 30. září 1895 |
| ministr financí                     | Eugen Ritter Böhm von Bawerk     | 19. června 1895  | 30. září 1895 |
| ministr vnitra                      | Erich von Kielmansegg            | 19. června 1895  | 30. září 1895 |
| ministr spravedlnosti               | Karl Krall von Krallenberg       | 19. června 1895  | 30. září 1895 |
| ministr zeměbrany                   | Zeno Welsersheimb                | 19. června 1895  | 30. září 1895 |
| ministr pro haličské záležitosti    | Apolinary Jaworski               | 19. června 1895  | 30. září 1895 |
| společní ministři Rakouska-Uherska: |                                  |                  |               |
| * ministr zahraničí                 | Agenor Gołuchowski               | 16. května 1895  | 30. září 1895 |
| * ministr války                     | Edmund von Krieghammer           | 19. června 1895  | 30. září 1895 |
| * ministr financí                   | Benjámin Kállay                  | 19. června 1895  | 30. září 1895 |